# ライラ・オディンガ
ライラ・アモロ・オディンガ（英語: Raila Amolo Odinga、1945年1月7日 - ）は、ケニアの政治家。1992年より国会議員。エネルギー相（2001-2002年）、道路公共事業住宅相（2003-2005年）、首相（2008-2013年）などを歴任した。

## 略歴
- 1965年、東ドイツのマクデブルク工科大学（現在のオットー・フォン・ゲーリケ大学マクデブルク（英語版）の一部）に奨学生として留学。
- 1970年、機械工学の学位を取得。
- 1971年 - 1974年、ナイロビ大学講師。
- 選手としても所属していたゴル・マヒアFC (Gor Mahia F.C.) を運営[1]。
- 2007年、ケニア大統領選挙に出馬。
  - 2007年9月1日、オレンジ民主運動 (ODM) の立候補者に選出。
  - 12月30日、ケニア選挙委員会はムワイ・キバキの勝利を発表したが、オディンガは選挙委員会に不正があると訴え、再集計を要求。ナイロビやスラムの貧困層支持者を中心に、選挙結果への反発暴動が起こった（ケニア危機）。コフィー・アナン前国連事務総長らの仲介によりキバキとの連立政権樹立で合意し危機は収拾。
- 2008年4月17日、合意に基づき首相就任。
  - サッカーケニア代表監督にアントワーン・ヘイ (Antoine Hey) を指名。自身の留学経験からドイツ人指導者を信奉していた[1]。
- 2013年4月9日、2010年の憲法改正後、初の総選挙実施に伴い首相職廃止。
- 2017年8月8日執行の大統領選挙に出馬するも、現職のウフル・ケニヤッタ大統領に敗れ次点で落選。しかしその後、大統領選に不正があったとし裁判所に異議申し立てを行い、9月1日、ケニア最高裁判所は不正を認定しこの申し立てを認め、60日以内の再選挙を命じた[2]。しかし、ケニア選挙委員会に公正な選挙に向けた改革を実行する意思がないことを理由に、10月10日にやり直しの大統領選挙への立候補取りやめを発表[3]。
- 2022年8月9日に執行された大統領選挙（英語版）に立候補したが得票率は48.8％にとどまり、50.5％を獲得したウィリアム・ルト副大統領に敗れた。しかしオディンガは選挙に不正があったと主張し、一部の選挙管理委員も結果が不透明と批判していることから法廷闘争となる可能性が指摘されている[4]。

## 家族
- 父：ジャラモギ・オギンガ・オディンガ - ケニア共和国初代副大統領
- 兄：オブル・オディンガ（英語版） - 国会議員
- 妻：イダ・オディンガ (誕生名：イダ・アニャンゴ・オヨー)
- 子供（4名：息子2名、娘2名）
  - 長男：フィデル (1973-2015) - フィデル・カストロに因んで名付けられた[5]。
  - 長女：ローズマリー[5] (1977-)
  - 次男：ライラ・ジュニア[5] (1979-)
  - 次女：ウィニー (1990-) - ウィニー・マンデラに因んで名付けられた[5]。